# Jean-Michel Alexandre de Millo
Jean Michel Alexandre de Millo, né le 16 février 1719 à Monaco, mort le 13 février 1794 à Monaco, est un général de brigade de la Révolution française.

## États de service
Il entre en service le 28 janvier 1738, comme enseigne au régiment Royal-Italien, il passe capitaine le 14 juin 1747, lieutenant-colonel le 17 juillet 1754, et brigadier le 20 février 1761.
Le 20 juin 1761, il devient lieutenant du roi à Monaco, et le 3 janvier 1770, il est promu maréchal de camp. 
Il est suspendu de ses fonctions le 14 février 1793, et il meurt le 13 février 1794, à Monaco.

## Sources
- (en) « Generals Who Served in the French Army during the Period 1789 - 1814: Eberle to Exelmans »
- Étienne Charavay, Correspondance général de Carnot, tome 1, imprimerie Nationale, 1893, p. 380.